# Uwe Schmitz
Uwe Schmitz (geboren 18. Oktober 1960 in Köln) ist ein deutscher Politiker (parteilos). Er war von 2011 bis 2023 Bürgermeister der Stadt Husum. 

## Leben
Schmitz verbrachte Studienjahre in Kiel und war 28 Jahre bei der Stadt Husum beschäftigt, zuletzt 15 Jahre lang als büroleitender Beamter. Bei der Husumer Bürgermeisterwahl 2011 wurde Schmitz unterstützt von SPD, FDP und SSW. Er gewann in der Stichwahl mit 52,4 % der Stimmen. Im Jahr 2017 wurde Schmitz ohne Gegenkandidaten mit rund 92 % wiedergewählt. Zur Wahl 2023 trat er nicht mehr an.